# اندری بال
اندری بال (اوکراینی: Андрій Михайлович Баль؛ ۱۶ فوریهٔ ۱۹۵۸ – ۹ اوت ۲۰۱۴) بازیکن فوتبال اهل اوکراین بود.
از باشگاه‌هایی که در آن بازی کرده‌است می‌توان به باشگاه فوتبال بنی یهودا تل آویو، باشگاه فوتبال مکابی تل آویو، باشگاه فوتبال دینامو کی‌یف، و باشگاه فوتبال کارپاتی لویو اشاره کرد.
وی همچنین در تیم ملی فوتبال شوروی بازی کرده‌است.